# Cycloneuralia
Die Cycloneuralia sind ein rangloses Taxon, in dem fünf Stämme wurmartiger, wirbelloser Tiere vereint werden, die Fadenwürmer (Nematoda) und die Saitenwürmer (Nematomorpha) sowie Priapswürmer (Priapulida), Korsetttierchen (Loricifera) und Hakenrüssler (Kinorhyncha).

## Merkmale
Die Cycloneuralia haben als gemeinsames Merkmal einen charakteristischen Aufbau des Gehirns, das ringförmig den Pharynx oder andere Bereiche des vorderen  Verdauungstraktes umschließt. Es zeigt einen typischen Aufbau aus den Somata der Gehirnzellen vorne und hinten und einem zentralen Faserring (Neuropili). Aus dem bauchseitigen (ventralen) Bereich des Gehirnrings gehen ein einzelner oder ein paariger Nervenstrang hervor.

## Systematik
Das Taxon wurde 1995 durch Wilko Ahlrichs auf Basis von morphologischen Aspekten mit folgender innerer Systematik aufgestellt:
- Cycloneuralia
  - Nematoida
    - Fadenwürmer (Nematoda)
    - Saitenwürmer (Nematomorpha)

  - Scalidophora
    - Priapswürmer (Priapulida)
    - Korsetttierchen (Loricifera)
    - Hakenrüssler (Kinorhyncha)

Dieselbe Gruppe wurde von Claus Nielsen ebenfalls 1995 im Taxon Introverta zusammengefasst. Nielsen verwendet ebenfalls den Begriff Cycloneuralia. Nach seiner Auffassung umfasst das Taxon allerdings neben den oben aufgelisteten Taxa (Introverta sensu Nielsen, 1995) auch noch die Bauchhärlinge (Gastrotricha).